# جيس لويس
جيس لويس (بالإنجليزية: Jess Lewis)‏ هو مصارع رياضي أمريكي، ولد في 28 يوليو 1947 في أومسفيل في الولايات المتحدة.

## وصلات خارجية
- جيس لويس على موقع مرجع كرة القدم المحترفة.كوم (الإنجليزية)
- جيس لويس على موقع أوليمبيديا (الإنجليزية)